# نوفل‌لوشاتو (خیابان)
نوفل‌لوشاتو با شماره‌گذاری معابر خیابان ۱۳۳۶ تهران خیابانی در تهران هم‌نام روستای نوفل‌لوشاتو در پاریس است. سفارت بریتانیا، سفارت روسیه، سفارت فرانسه، سفارت ایتالیا و سفارت واتیکان در کنار این خیابان جای دارند. تا پیش از انقلاب ۱۳۵۷، نام بخشی از این خیابان (خیابان شمالی سفارت بریتانیا)، خیابان چرچیل بود و بخش دیگر (خیابان کناری سفارت فرانسه در تهران) خیابان فرانسه نام داشت.

## نامگذاری
نوفل‌لوشاتو روستایی در نزدیکی پاریس، فرانسه است. شهرت این روستا به دلیل اقامت سید روح‌الله خمینی از اواسط مهر تا ۱۱ بهمن ۱۳۵۷ در آنجاست که باعث جلب توجه رسانه‌های جهان به این روستا شد. 

## تجمع اعتراضی
در پی تیراندازی در دفتر شارلی ابدو و رویدادهای پس از آن، عده‌ای در ۲۹ دی ۱۳۹۳ در این خیابان تجمع کردند و تابلوی خیابان را پایین کشیدند.